# Cinturón a Mallorca
Der Cinturón Ciclista Internacional a Mallorca war ein spanisches Straßenradrennen.
Das Etappenrennen fand jährlich seit 1964 auf der Balearischen Insel Mallorca statt. Seit Einführung der UCI Europe Tour im Jahre 2005 war die Rundfahrt Teil dieser Rennserie und in die UCI-Kategorie 2.2 eingestuft. Aufgrund wirtschaftlicher Schwierigkeiten wurde die Austragung des Jahres 2012 vom Veranstalter abgesagt.
Rekordsieger mit zwei gewonnenen Rundfahrten ist der Däne Frederik Bertelsen. Bisher konnten mit Lars Teutenberg im Jahre 2003 und Dirk Müller im Jahre 2008 zwei Deutsche das Rennen für sich entscheiden.

## Sieger
| - 2011 Iker Camaño Ortuzar - 2010 Sergio Mantecón - 2009 Sergio Henao - 2008 Dirk Müller - 2007 Richard Faltus - 2006 Pawel Brutt - 2005 Dmitri Kosontschuk - 2004 Alexis Rodríguez Hernández - 2003 Lars Teutenberg - 2002 Sergi Escobar - 2001 Bradley Wiggins - 2000 Wladimir Karpez - 1999 Juan Fuentes - 1998 Henrik Sparr - 1997 Martin Rittsel - 1996 Ruslan Ivanov | - 1995 Frederik Bertelsen - 1994 Frederik Bertelsen - 1993 Michael Andersson - 1992 Arvis Piziks - 1991 Vladimír Kozárek - 1990 Jewhen Sahrebelnyj - 1989 Juan Alberto Reig - 1988 Luigi Bielli - 1987 Augustín Sebastia - 1986 Luc Suykerbuyk - 1985 Mauro Ribeiro - 1984 José Salvador Sanchis - 1983 Peter Wollenmann - 1982 Daniel Heggli - 1981 Enrique Aja - 1980 Angel Camarillo | - 1979 Anders Adamson - 1978 José Antonio Cabrero - 1977 Faustino Rupérez - 1976 Sean Kelly - 1975 Francisco Fernandez - 1974 Jesus Lindez - 1973 Manuel Esparza - 1971–1972 nicht ausgetragen - 1970 José Casas - 1969 Manuel Andrade - 1968 Francisco Galdós - 1967 Manuel Iborra - 1966 José Ramón Goyeneche - 1965 Antonio Cerdà Tarongí - 1964 Francisco Juan Granell |